# 卡尼-巴维尔
卡尼-巴维尔（法語：Cany-Barville，法語發音：[kani baʁvil]），法国北部城市，诺曼底大区滨海塞纳省的一个市镇，隶属于迪耶普区，其市镇面积为13.57平方公里，2022年1月1日时人口数量为2,898人，在法国城市中排名第3,791位。
卡尼-巴维尔位于滨海塞纳省北部偏西，迪尔当河畔，是一个区域性的中心城市，多个方向的公路在此交汇。

## 地名来源
根据当地官方网站的论述，“Cany”一名出自拉丁语单词“caniacum”，意为“潮湿的地方”；“Bar”则转写自日耳曼人名“Boroldus”或“Barulfus”。
此外，因翻译标准不同，“Cany-Barville”在部分汉语资料中又被译为卡尼巴维尔。

## 历史

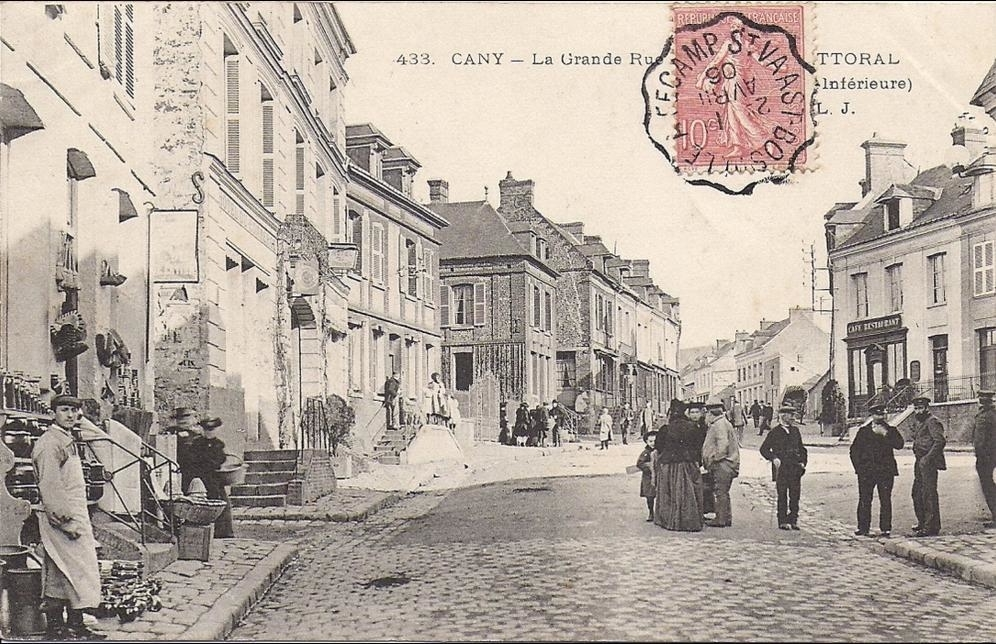
1905年的卡尼-巴维尔

卡尼-巴维尔的早期历史尚不清楚。根据当地官方网站的论述，卡尼境内可能在公元3世纪末时就已建成一处教堂。公元14世纪时，腓力二世将卡尼赠予尚布利家族，后者成员可能在此修建有宅邸，并在英法百年战争期间被摧毁。17世纪时，卡尼被一名来自鲁昂的议员获得，他邀请弗朗索瓦·芒萨尔修建卡尼城堡，该建筑于1646年完工。法国大革命后，卡尼成为下塞纳省（1955年更名为“滨海塞纳省”）的一个市镇。1827年，巴维尔并入卡尼，当地的官方名称随之改动。19世纪末，途径卡尼-巴维尔的迪耶普—费康铁路建成通车。第一次世界大战期间，卡尼-巴维尔曾收纳了多个来自比利时的难民家庭。20世纪后，随着公路交通的兴起，迪耶普—费康铁路逐步关闭。

## 地理

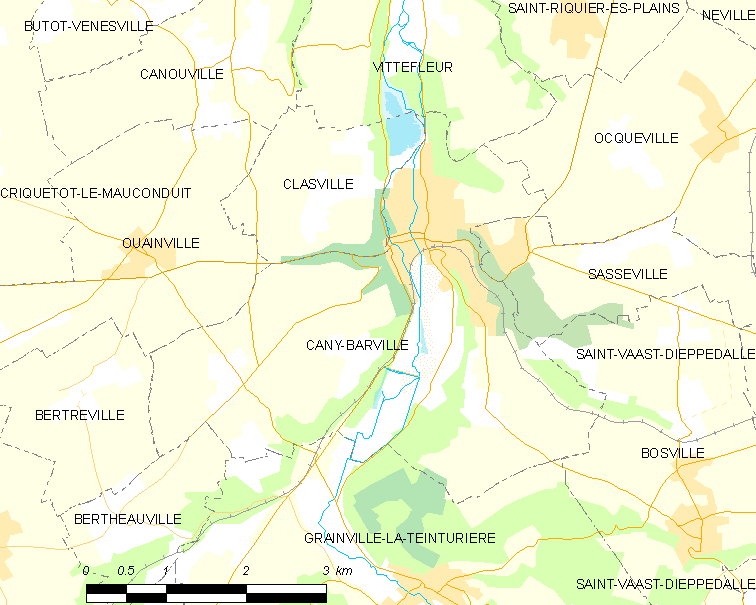
卡尼-巴维尔市镇范围地图

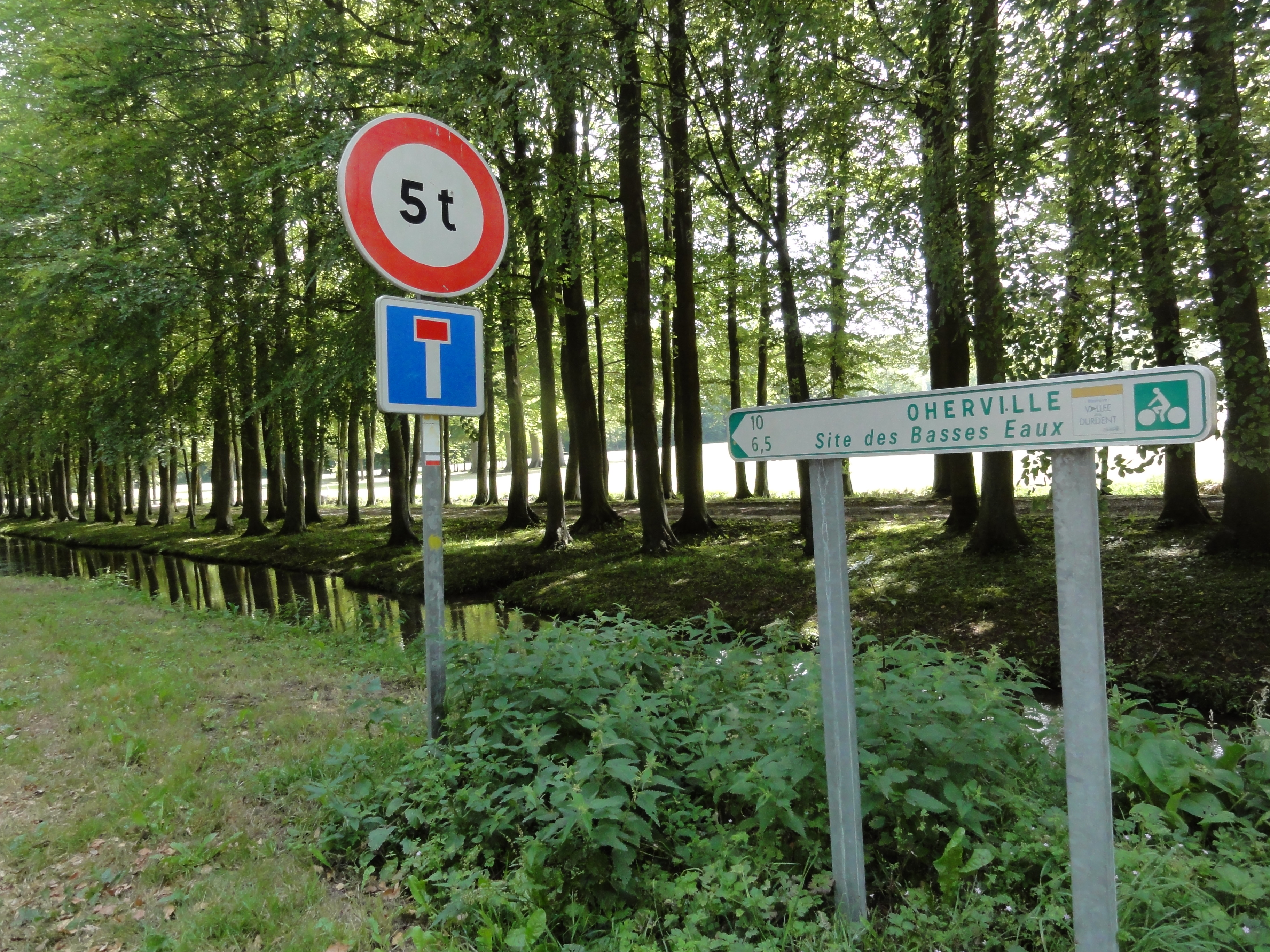
卡尼-巴维尔附近的林地

卡尼-巴维尔位于法国北部偏西，诺曼底大区东北部和滨海塞纳省西北部，距离省会鲁昂大约59公里。与卡尼-巴维尔接壤的市镇包括：贝尔托维尔、贝特勒维尔、博维尔、克拉维尔、格兰维尔-拉坦蒂里耶尔、奥克维尔、万维尔、萨斯维尔和维特弗勒尔。

### 地形
卡尼-巴维尔位于科地区腹地，境内以浅丘为主，市镇中心位于一处河谷地带，核心部分相对平坦，东西两侧则为坡地，全境海拔在10到136米之间。

### 水文
迪尔当河自南向北流经卡尼-巴维尔，其镇中心的河段被分为了两条水道，北侧有一处洪水遗留形成的卡尼耶勒湖（Lac de Caniel）。

### 植被
卡尼-巴维尔属于温带阔叶混交林区，林地多分布于河流附近及坡地地带，市区南部为埃格里耶树林（Bois des Egrilles），北部为卡尼耶勒树林（Bois de Caniel）。
在鲜花城市的评比中，卡尼-巴维尔被评为3星级鲜花城市。

### 气候
卡尼-巴维尔在柯本气候分类法中属于温带海洋性气候（Cfb）。
距离卡尼-巴维尔最近的常年气象站位于欧兹博斯克境内，以下为该气象站的数据（其中日照数据取自鲁昂气象站）：
| 欧兹博斯克 1981年－2019年 | 欧兹博斯克 1981年－2019年 | 欧兹博斯克 1981年－2019年 | 欧兹博斯克 1981年－2019年 | 欧兹博斯克 1981年－2019年 | 欧兹博斯克 1981年－2019年 | 欧兹博斯克 1981年－2019年 | 欧兹博斯克 1981年－2019年 | 欧兹博斯克 1981年－2019年 | 欧兹博斯克 1981年－2019年 | 欧兹博斯克 1981年－2019年 | 欧兹博斯克 1981年－2019年 | 欧兹博斯克 1981年－2019年 | 欧兹博斯克 1981年－2019年 |
| 月份                      | 1月                       | 2月                       | 3月                       | 4月                       | 5月                       | 6月                       | 7月                       | 8月                       | 9月                       | 10月                      | 11月                      | 12月                      | 全年                      |
| ------------------------- | ------------------------- | ------------------------- | ------------------------- | ------------------------- | ------------------------- | ------------------------- | ------------------------- | ------------------------- | ------------------------- | ------------------------- | ------------------------- | ------------------------- | ------------------------- |
| 历史最高温 °C（°F）       | 16.6 (61.9)               | 19.4 (66.9)               | 22.5 (72.5)               | 26.6 (79.9)               | 31.7 (89.1)               | 34.9 (94.8)               | 35.9 (96.6)               | 38.2 (100.8)              | 31.4 (88.5)               | 29.4 (84.9)               | 19.5 (67.1)               | 16 (61)                   | 38.2 (100.8)              |
| 平均高温 °C（°F）         | 7 (45)                    | 7.7 (45.9)                | 10.9 (51.6)               | 13.7 (56.7)               | 17.4 (63.3)               | 20.2 (68.4)               | 22.5 (72.5)               | 22.6 (72.7)               | 19.6 (67.3)               | 15.4 (59.7)               | 10.5 (50.9)               | 7.4 (45.3)                | 14.6 (58.3)               |
| 日均气温 °C（°F）         | 4.2 (39.6)                | 4.5 (40.1)                | 7 (45)                    | 9 (48)                    | 12.5 (54.5)               | 15.2 (59.4)               | 17.4 (63.3)               | 17.4 (63.3)               | 14.8 (58.6)               | 11.5 (52.7)               | 7.3 (45.1)                | 4.6 (40.3)                | 10.5 (50.9)               |
| 平均低温 °C（°F）         | 1.4 (34.5)                | 1.2 (34.2)                | 3.2 (37.8)                | 4.4 (39.9)                | 7.7 (45.9)                | 10.2 (50.4)               | 12.2 (54.0)               | 12.2 (54.0)               | 10.1 (50.2)               | 7.6 (45.7)                | 4.2 (39.6)                | 1.9 (35.4)                | 6.4 (43.5)                |
| 历史最低温 °C（°F）       | −17 (1)                   | −16.5 (2.3)               | −12.3 (9.9)               | −4.5 (23.9)               | −2 (28)                   | 1.5 (34.7)                | 3.8 (38.8)                | 3.5 (38.3)                | 1 (34)                    | −4.8 (23.4)               | −7.5 (18.5)               | −14.1 (6.6)               | −17 (1)                   |
| 平均降水量 mm（）         | 89.7 (3.53)               | 62.8 (2.47)               | 65.1 (2.56)               | 59 (2.3)                  | 71 (2.8)                  | 65.7 (2.59)               | 61.1 (2.41)               | 64.2 (2.53)               | 80.8 (3.18)               | 111.2 (4.38)              | 95.1 (3.74)               | 107.6 (4.24)              | 933.3 (36.74)             |
| 月均日照時數              | 58.6                      | 74.5                      | 117.4                     | 158                       | 182.8                     | 202.2                     | 199.2                     | 191.8                     | 156.1                     | 107.8                     | 60                        | 49.2                      | 1,557.6                   |
| 来源：infoclimat.fr       |                           |                           |                           |                           |                           |                           |                           |                           |                           |                           |                           |                           |                           |

## 行政区划
卡尼-巴维尔的市镇编号为76159，邮政编号为76450。
在行政管理方面，卡尼-巴维尔隶属于法国诺曼底大区滨海塞纳省迪耶普区；在地方选举方面，卡尼-巴维尔隶属于科地区圣瓦勒里县，其市镇范围全境被划入滨海塞纳省第十选区；在社会管理方面，卡尼-巴维尔是雪白海岸市镇公共社区的办公驻地。
截至2024年6月，卡尼-巴维尔市镇范围内暂无任何城市敏感街区及城市政策优先街区。
法国国家统计与经济研究所（简称）在进行数据统计时，将卡尼-巴维尔市镇单独设为卡尼-巴维尔城市核心区（Unité urbaine de Cany-Barville）及卡尼-巴维尔城市区（Aire urbaine de Cany-Barville）。自2020年起，卡尼-巴维尔城市区被包含6个市镇的卡尼-巴维尔城市辐射区代替。此外，还将卡尼-巴维尔市镇整体看作一个“块区”（IRIS），以便于统计人口分布情况。

## 交通

### 公路
滨海塞纳省省道D10线、D71线、D88线、D131线、D268线、D271线和D925线在卡尼-巴维尔境内交汇。诺曼底大区公共交通下属的城际客运（商业名称为“Nomad”）513线和525线经停卡尼-巴维尔，可通往费康、迪耶普、伊沃托、科地区圣瓦勒里等地。
2020年，70.7%的卡尼-巴维尔家庭拥有至少一辆私人汽车。2021年，卡尼-巴维尔境内共发生各类交通事故2起，造成2人重伤。
| 8 | 21 |

| 鲁昂 | 59 |

| 伊沃托 | 24 |

| 科地区圣瓦勒里 | 13 |

### 铁路

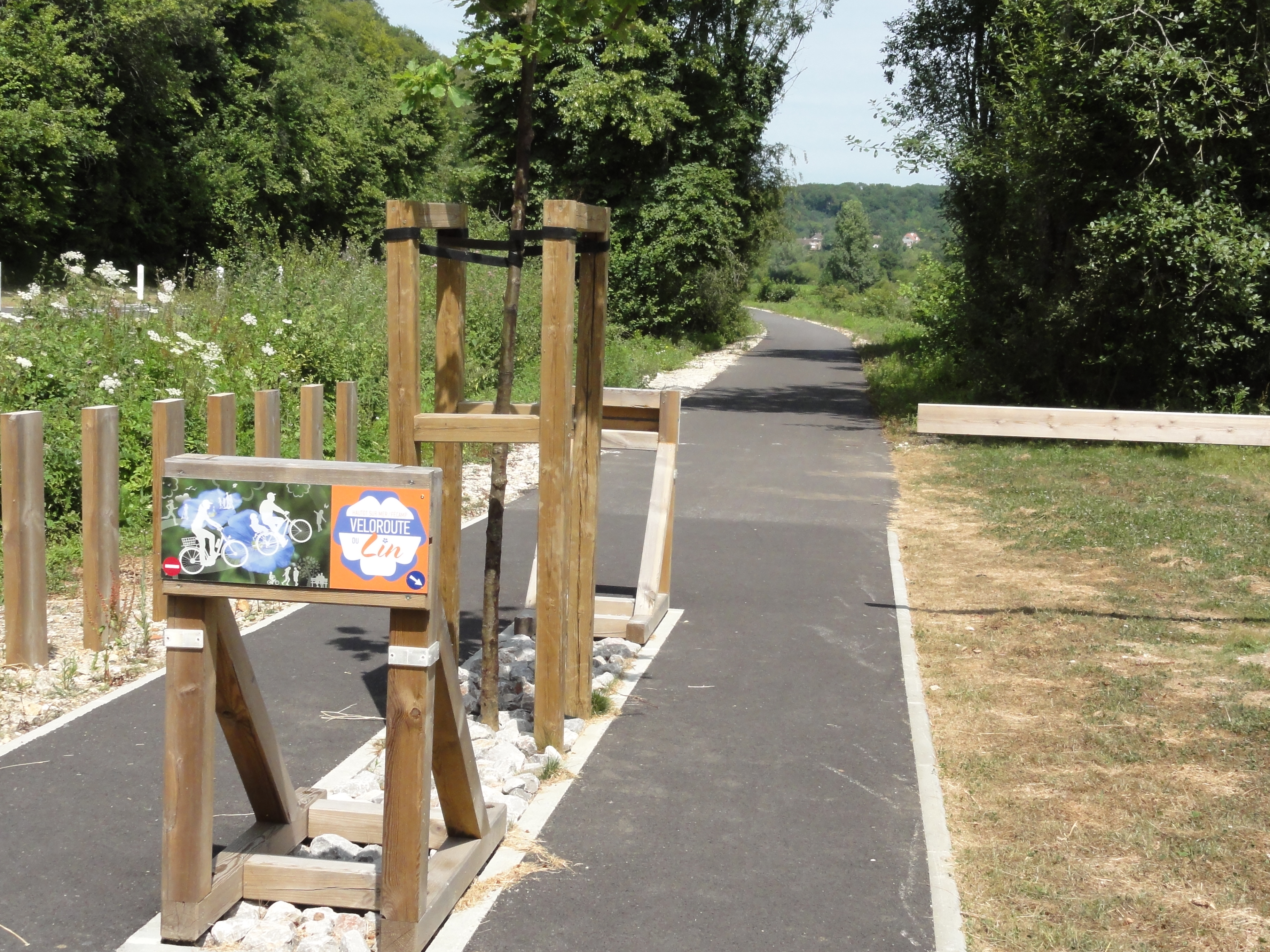
由废弃铁路改建而来的绿道

卡尼-巴维尔位于迪耶普—费康铁路上，该铁路已全线废弃，部分路段被改为绿道。
距离卡尼-巴维尔最近的运营中的客运铁路车站为21公里外的费康站，该站开行可直通勒阿弗尔的区域列车。

### 航空
卡尼-巴维尔距离勒阿弗尔机场的公路里程大约58公里。

### 城市公共交通
截至2024年6月，卡尼-巴维尔暂无城市公共交通系统。

## 政治

### 市政内阁

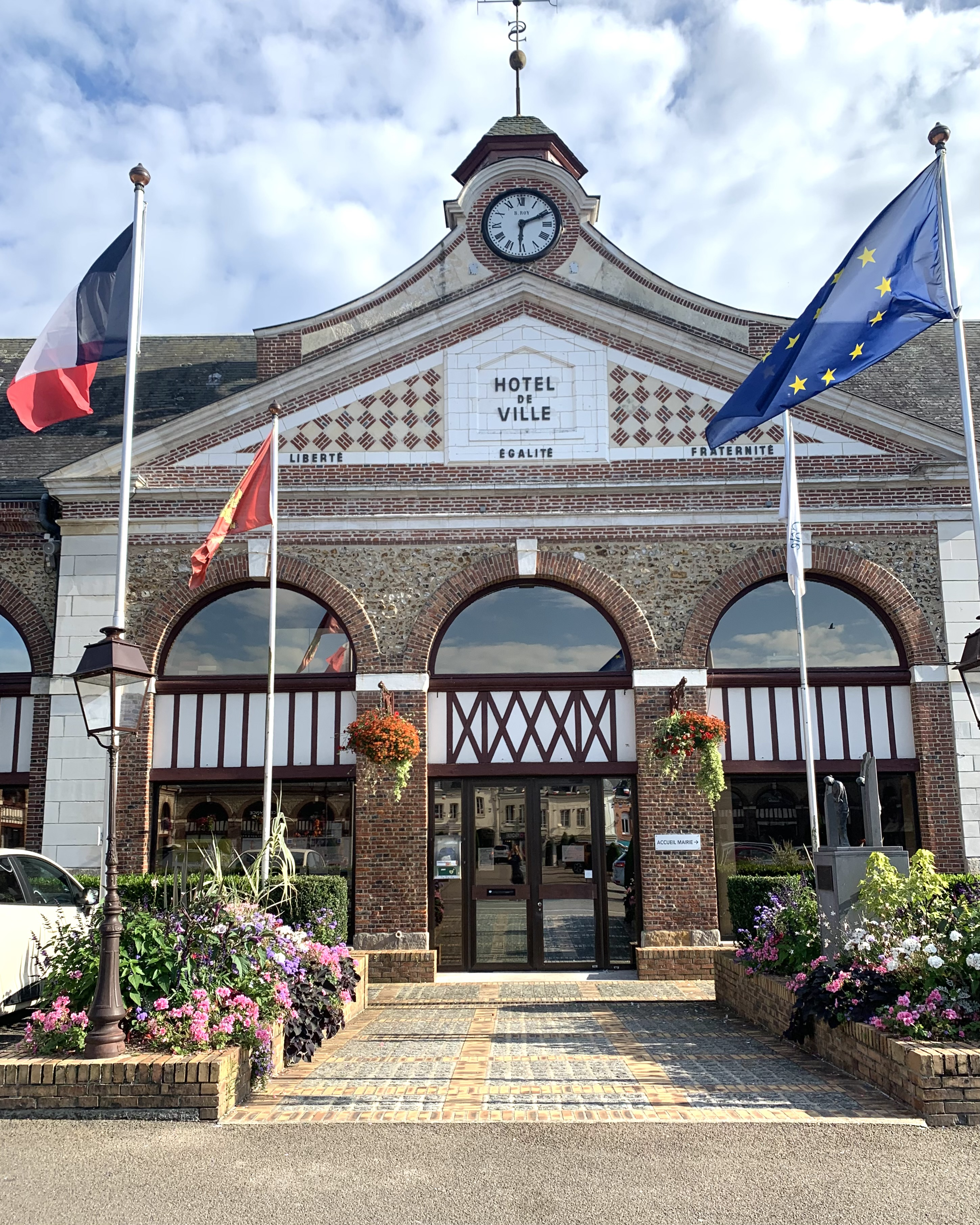
卡尼-巴维尔市政厅

卡尼-巴维尔的现任市长为让-皮埃尔·泰弗诺先生（Jean-Pierre THÉVENOT），他是社会党的一名成员，在2020年的市政选举中获得了68.70%的支持率。
| 卡尼-巴维尔历届市长    | 卡尼-巴维尔历届市长                   | 卡尼-巴维尔历届市长           |
| 任期                   | 市长                                  | 党派                          |
| ---------------------- | ------------------------------------- | ----------------------------- |
| （1950年以前资料暂缺） |                                       |                               |
| 1950年－1958年         | Fernand LÉPICARD 费尔南·莱皮卡尔      | DVD右翼无党派人士             |
| 1958年－1974年         | René LEBORGNE 勒内·勒博尔涅           | 不详                          |
| 1974年－1977年         | Jean BRUN 让·布兰                     | 不详                          |
| 1977年－1991年         | Robert GABEL 罗贝尔·加贝尔            | UDF法国民主联盟 →RI独立激进党 |
| 1991年－1995年         | Jeannine JOURDAIN 让尼娜·茹尔丹       | 無黨籍                        |
| 1995年－2008年         | François GILLARD 弗朗索瓦·吉拉尔      | DVD右翼无党派人士             |
| 2008年－               | Jean-Pierre THÉVENOT 让-皮埃尔·泰弗诺 | PS社会党                      |

### 各级选举
| 卡尼-巴维尔历届投票选举结果 | 卡尼-巴维尔历届投票选举结果 | 卡尼-巴维尔历届投票选举结果 | 卡尼-巴维尔历届投票选举结果 | 卡尼-巴维尔历届投票选举结果    | 卡尼-巴维尔历届投票选举结果 | 卡尼-巴维尔历届投票选举结果 | 卡尼-巴维尔历届投票选举结果    | 卡尼-巴维尔历届投票选举结果 | 卡尼-巴维尔历届投票选举结果 |
| 选举项目                    | 选举范围                    | 选区单位                    | 选区单位内的选举结果        | 选区单位内的选举结果           | 选区单位内的选举结果        | 选区单位内的选举结果        | 选区单位内的选举结果           | 选区单位内的选举结果        | 参考资料                    |
| 选举项目                    | 选举范围                    | 选区单位                    | 第一轮胜出者                | 第一轮胜出者                   | 支持率                      | 第二轮胜出者                | 第二轮胜出者                   | 支持率                      | 参考资料                    |
| --------------------------- | --------------------------- | --------------------------- | --------------------------- | ------------------------------ | --------------------------- | --------------------------- | ------------------------------ | --------------------------- | --------------------------- |
| 2017年法國總統選舉          | 法國                        | 市镇                        |                             | 玛丽娜·勒庞                    | 28.76%                      |                             | 埃马纽埃尔·马克龙              | 52.99%                      | [ 26 ]                      |
| 2017年法国立法选举          | 滨海塞纳省第十选区          | 市镇                        |                             | 让-皮埃尔·泰弗诺               | 40.45%                      |                             | 格扎维埃·巴蒂                  | 61.43%                      | [ 26 ]                      |
| 2019年欧洲议会选举          | 法國                        | 市镇                        |                             | 若尔丹·巴尔代拉                | 34.9%                       | （不适用）                  | （不适用）                     | （不适用）                  | [ 28 ]                      |
| 2021年法国省级选举          | 滨海塞纳省                  | 县                          |                             | 热罗姆·勒勒 塞西尔·西诺-帕特里 | 42.88%                      |                             | 热罗姆·勒勒 塞西尔·西诺-帕特里 | 60.13%                      | [ 29 ]                      |
| 2021年法国省级选举          | 滨海塞纳省                  | 市镇                        |                             | 亚历山大·比凯 让-皮埃尔·泰弗诺 | 58.59%                      |                             | 亚历山大·比凯 让-皮埃尔·泰弗诺 | 70.03%                      | [ 29 ]                      |
| 2021年法国大区选举          |                             | 市镇                        |                             | 埃尔韦·莫兰                    | 32.97%                      |                             | 埃尔韦·莫兰                    | 37.89%                      | [ 30 ]                      |
| 2022年法国总统选举          | 法國                        | 市镇                        |                             | 玛丽娜·勒庞                    | 35.84%                      |                             | 玛丽娜·勒庞                    | 55.96%                      | [ 26 ]                      |
| 2022年法国立法选举          | 滨海塞纳省第十选区          | 市镇                        |                             | 格扎维埃·巴蒂                  | 33.87%                      |                             | 阿娜伊斯·托马                  | 51.2%                       | [ 26 ]                      |
| 2024年欧洲议会选举          | 法國                        | 市镇                        |                             | 若尔丹·巴尔代拉                | 46.9%                       | （不适用）                  | （不适用）                     | （不适用）                  | [ 26 ]                      |

## 人口
2021年，卡尼-巴维尔市镇人口数量为2,947，在法国排名第3,791位。其中男性1,421人，女性1,576人，75岁及以上人口占9.0%，外籍人口数量为22人，人口密度为217人/平方公里，当地居民被称为（男性）或（女性）。2022年，卡尼-巴维尔境内出生28人，死亡人口42人。
| 卡尼-巴维尔1901年－2021年人口变化情况 |
|                                       |
| 数据来源：Cassini、INSEE              |

## 经济
卡尼-巴维尔是一个区域性的中心城市。截至2024年6月，卡尼-巴维尔市镇范围内共有各类用人单位（包含自雇）416家，平均历史为18年，其中98.15%为中小型企业（PME），2024年4月至6月间，当地的经济活力指数为0。（塑料材料制造）、（企业管理）及（企业管理）是当地2022年营业额最高的三个企业，分别为33,515,562欧元、1,514,493欧元和60,000欧元。

## 财政与居民收入
2022年，卡尼-巴维尔的财政收入总额为3,154,750欧元，财政支出总额为3,345,210欧元，当年的债务总额为980,610欧元。2022年，卡尼-巴维尔市镇通过增值税获得312,560欧元的收入，此外当地还共获得了302,830欧元的国家直接财政补助。
| 卡尼-巴维尔居民收入情况                          | 卡尼-巴维尔居民收入情况 | 卡尼-巴维尔居民收入情况 | 卡尼-巴维尔居民收入情况 |
| 内容                                             | 卡尼-巴维尔             | 法国                    | 统计年份                |
| ------------------------------------------------ | ----------------------- | ----------------------- | ----------------------- |
| 征税家庭总数                                     | 1,400                   | 1,081（法国市镇平均）   | 2022年                  |
| 居民平均月收入                                   | 1,919欧元               | 2,435欧元               | 2022年                  |
| 高级职员人均月收入                               | 3,049欧元               | 4,331欧元               | 2021年                  |
| 中级职员人均月收入                               | 2,257欧元               | 2,470欧元               | 2021年                  |
| 普通职员人均月收入                               | 1,632欧元               | 1,801欧元               | 2021年                  |
| 贫困率                                           | 19%                     | 14.5%                   | 2020年                  |
| 青壮年（15至64岁）失业率                         | 15.3%                   | 7.4%                    | 2020年                  |
| 征税家庭数量占比                                 | 38.1%                   | 45.5%                   | 2020年                  |
| 家庭年均纳税                                     | 2,405欧元               | 4,393欧元               | 2022年                  |
| 资料来源：INSEE、L'Internaute、Le Journal du Net |                         |                         |                         |

## 社会事务

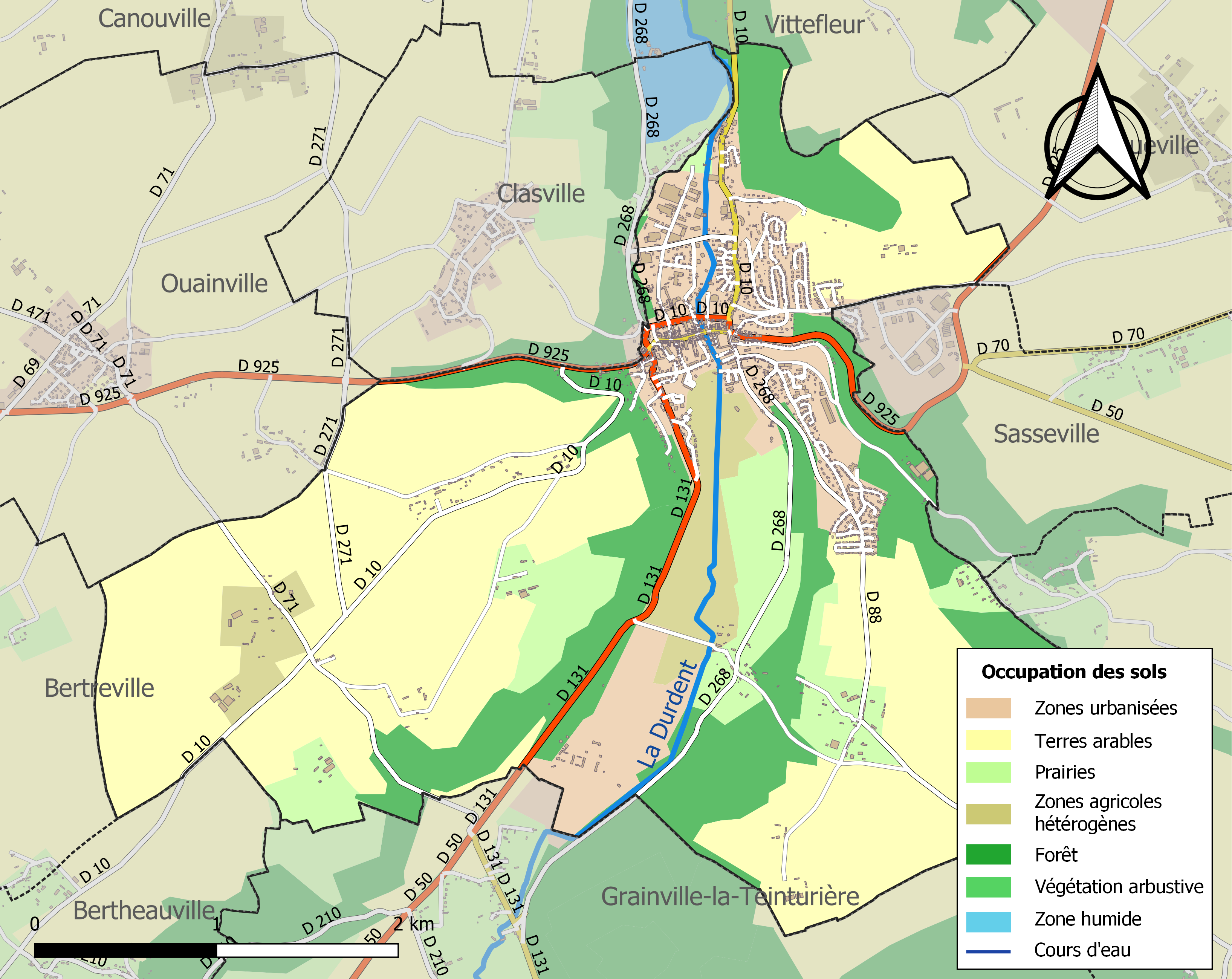
卡尼-巴维尔土地利用情况地图

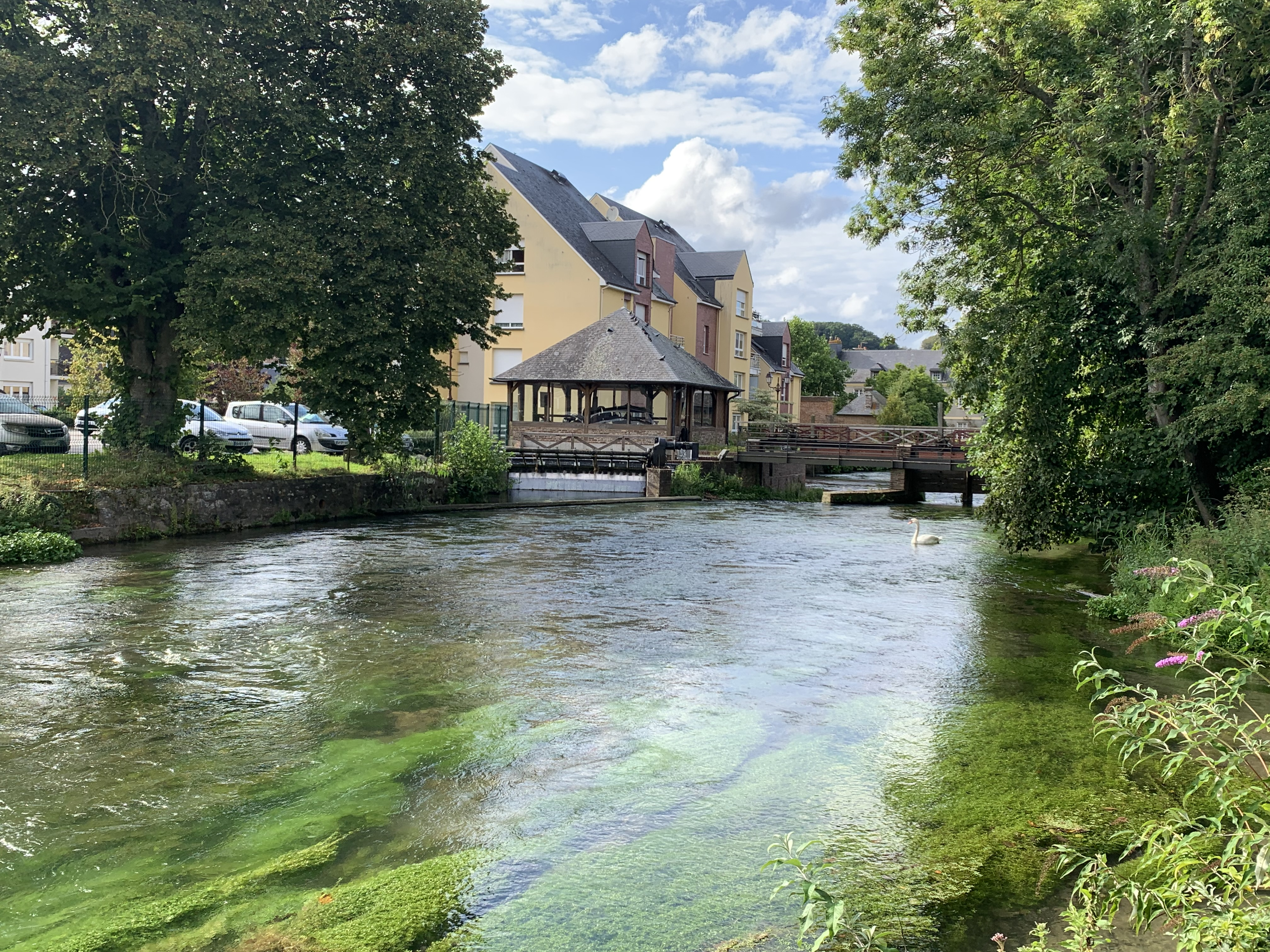
迪尔当河卡尼-巴维尔镇中心段

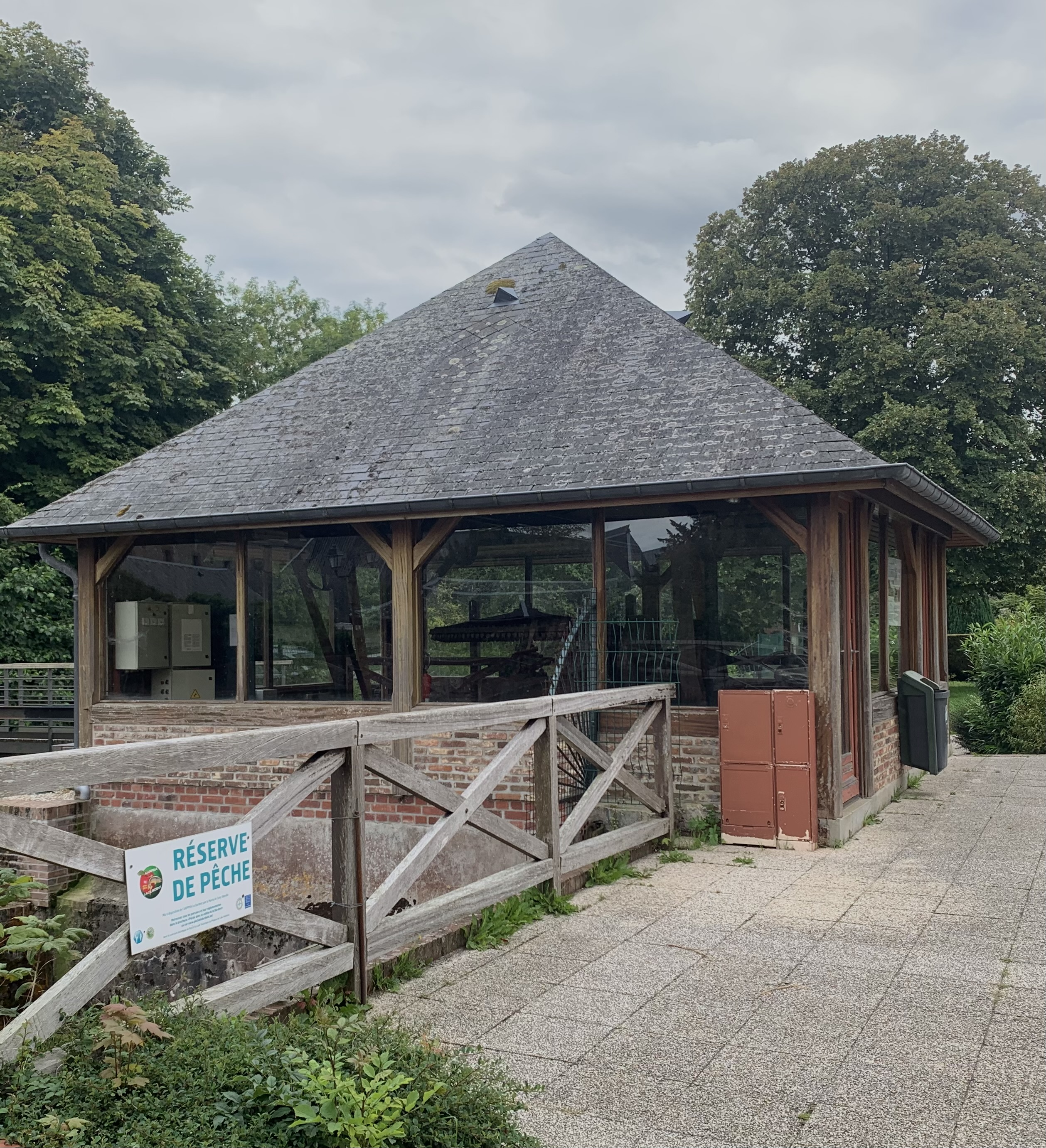
一处休闲凉亭

### 教育
卡尼-巴维尔属于诺曼底学区。截至2021年1月1日，卡尼-巴维尔境内共有1所幼儿园、2所小学和1所初级中学。2022至2023学年度，卡尼-巴维尔境内共有在校中等教育阶段学生432名。

### 医疗
截至2021年1月1日，卡尼-巴维尔境内共有全科医生5名、保健师2名、牙医1名和护士10名。境内共有药房2家、养老院1家。
距离卡尼-巴维尔最近的区域性医疗机构为科地区圣瓦勒里中心医院，其全名为“勒格朗拉尔日中心医院”（Centre Hospitalier du Grand Large），其主病区医院位于科地区圣瓦勒里市区西侧，距离卡尼-巴维尔市区的正常车程大约12分钟，该院设有床位187个。

### 住房
2020年，卡尼-巴维尔境内共有各类住房1,686套，其中65.8%为独立式住宅，32.9%为集中式住宅。常住房屋占卡尼-巴维尔市镇范围内居民建筑总量的84.4%。
在住房保障政策方面，2022年，卡尼-巴维尔境内共有299户家庭获得了住房经济补助，受益人数占总人口数量的10.1%，其中298份为房租补助。

### 商业
2021年，卡尼-巴维尔境内共有各类实体商铺84家，其中餐厅10家、大型超市1家、杂货店1家、面包房4家、肉铺4家、书店2家、银行门店6家、美容美发店8家、汽车维修店4家。卡尼-巴维尔镇中心建有一家Leader Price超市，市区北部则有一家家乐福超市。

### 体育
2021年，卡尼-巴维尔境内共有1家游泳池、1间体育馆、10处网球场、1处马术场、1处足球或橄榄球场以及2处篮球或排球场。
截至2024年6月，卡尼-巴维尔足球俱乐部（Cany FC，编号500445）是卡尼-巴维尔境内唯一的一家注册足球俱乐部，成立于1906年，其主队2024至2025赛季参加诺曼底大区足球联赛丙组（法国第八级别），其主场为市政球场（Stade Municipal）。

### 环境
卡尼-巴维尔的环境事务由其所属的雪白海岸市镇公共社区联合各级政府协调负责。2021年，卡尼-巴维尔境内共有2家污染企业。

### 治安
2021年，卡尼-巴维尔市镇范围内有1处宪兵队。
卡尼-巴维尔及其附近的共122个市镇是费康国家宪兵队（zone gendarmerie de Fécamp）的管辖范围。2020年，该宪兵队累计记录各类案件1,450起，其中盗窃类案件754起，经济类案件251起，毒品交易类案件59起。

## 文化

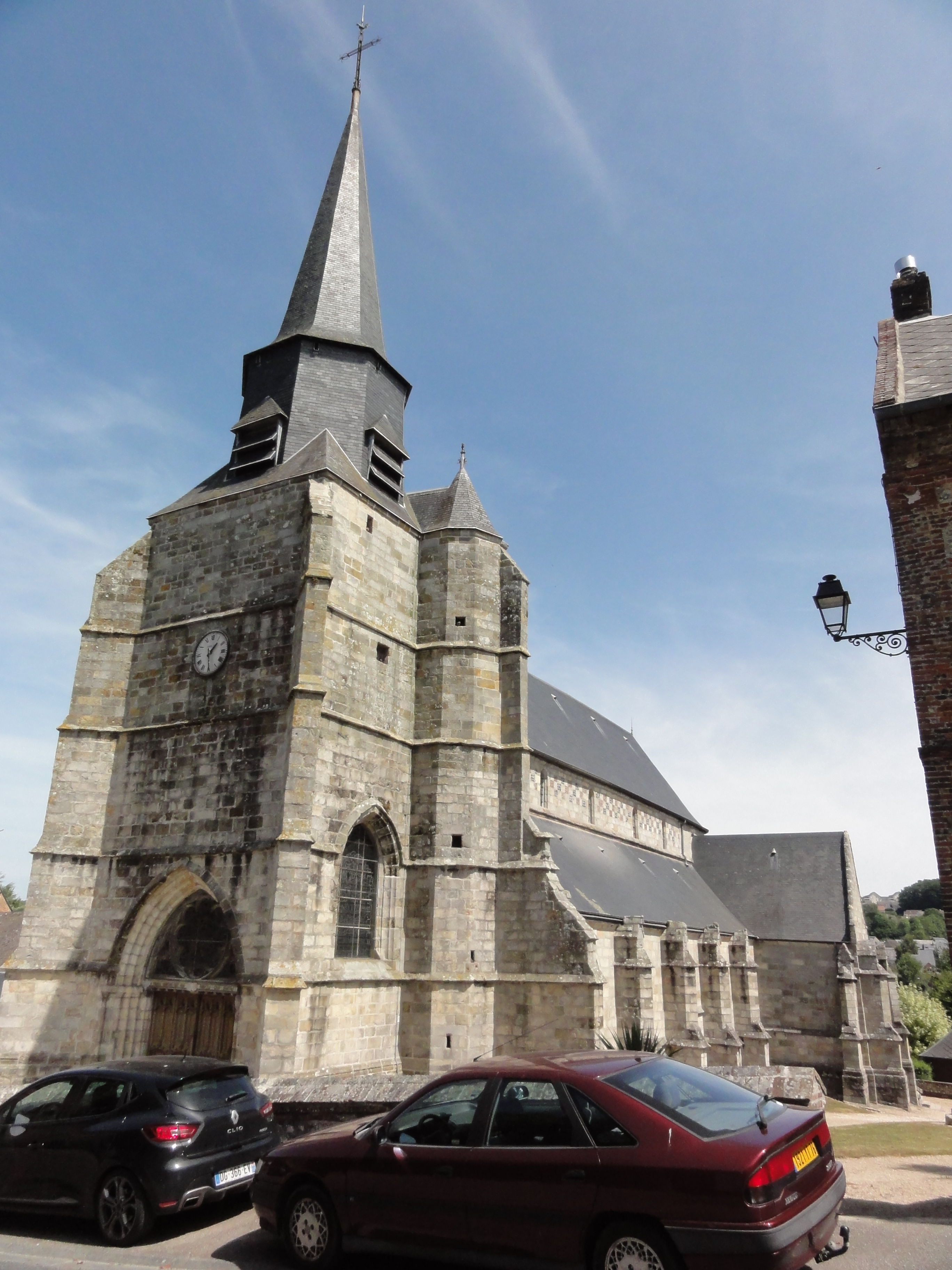
圣马丁教堂

2021年，卡尼-巴维尔境内有1家音乐厅。卡尼-巴维尔境内建有多媒体中心（Médiathèque），每周一、三、四、五、六向公众开放。

### 建筑
卡尼-巴维尔境内有多处历史建筑，其中卡尼城堡、圣马丁教堂等为法国国家文物保护单位，巴维尔圣母小教堂（Chapelle Notre-Dame de Barville）亦是当地的地标性建筑物。

### 旅游
卡尼-巴维尔的旅游事务由其所属的雪白海岸市镇公共社区联合各级政府协调负责。2023年，卡尼-巴维尔境内共有1个露营地，可容纳共116辆露营车。

### 媒体
法国主要的媒体均可在卡尼-巴维尔接收，法国电视三台下属的诺曼底大区频道在部分时段播出卡尼-巴维尔所在滨海塞纳省的地方新闻。《巴黎-诺曼底报》、《科地区邮报》、蓝色法兰西鲁昂诺曼底广播等是当地主要的地方性媒体。

## 相关人物
法国诗人路易-亚桑特·布耶出生于卡尼-巴维尔。

## 友好城市
截至2024年6月，卡尼-巴维尔共与三座城市建立了友好城市关系：
- 德国 莱茵河畔沃尔特
- 比利时 莫尔斯莱德
- 苏格兰 格里诺克